# Epitriptus solox
Epitriptus solox är en tvåvingeart som beskrevs av Günther Enderlein 1934. Epitriptus solox ingår i släktet Epitriptus och familjen rovflugor. Inga underarter finns listade i Catalogue of Life.